# Родийтрихром
Родийтрихром — бинарное неорганическое соединение
хрома и родия
с формулой Cr3Rh,
серые кристаллы.

## Получение
- Спекание стехиометрических количеств чистых веществ:

{\displaystyle {\mathsf {3Cr+Rh\ {\xrightarrow {1265^{o}C}}\ Cr_{3}Rh}}}

## Физические свойства
Родийтрихром образует кристаллы 
кубической сингонии,
пространственная группа P m3n,
параметры ячейки a = 0,4660 нм, Z = 2,
структура типа силицида трихрома Cr3Si
(или тримедьзолота AuCu3).
Соединение образуется по перитектоидной реакции при температуре 1265°С
и имеет состав 22÷23 ат.% родия.